# Гравина, Доменико да
Доменико да Гравина, или ди Гравина (итал. Domenico da Gravina, или Domenico di Gravina, лат. Dominicus de Gravina; около 1300 — между 1350 и 1355) — итальянский хронист, нотариус из Гравины (совр. Гравина-ин-Пулья в провинции Бари), один из летописцев Неаполитанского королевства, автор латинской «Хроники событий, относящихся к Апулии» (лат. Chronicon de rebus in Apulia gestis) с 1333 по 1350 год.

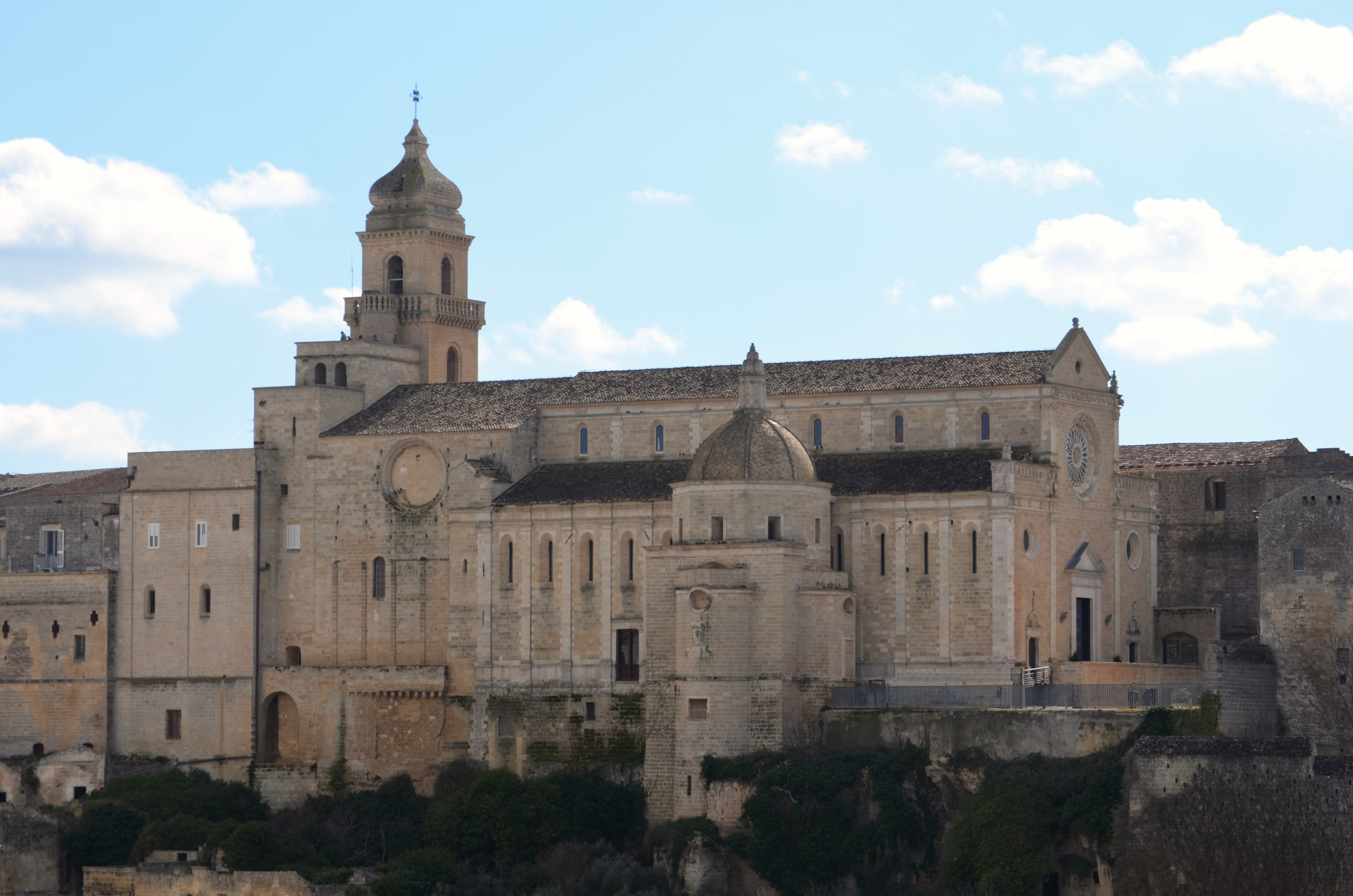
Кафедральный собор Вознесения Девы Марии в Гравине, XI в.

## Жизнь и труды
Родился около 1300 года в Гравине, где служил городским нотариусом. Сведений о происхождении и образовании нет, но, по-видимому, являлся выходцем из местного городского патрициата. 
Принимал активное участие в бурных событиях своего времени, коснувшихся и его родного города, из которого был изгнан, лишившись всего имущества, после убийства в сентябре 1345 года правящей неаполитанской королевой Джованной I своего супруга принца Андрея (Андраша) Венгерского, сторонником которого он являлся.
Его латинская «Хроника событий, относящихся к Апулии» (лат. Chronicon de rebus in Apulia gestis) охватывает события в королевстве с 1333 по 1350 год, и считается достаточно надёжным, хотя и не совсем объективным, источником по истории правления одиозной Джованны Неаполитанской, а также войне её с братом убитого принца королём Венгрии Людовиком (Лайошем) I Великим и его итальянскими сторонниками.
Первая часть этого сочинения, написанная Доменико в июне-июле 1349 года в Битонто, недалеко от Бари, где вместе со своей семьей он пребывал в изгнании, излагает события 1333—1348 годов и посвящена происхождению самой Джованны, дочери герцога Карла Калабрийского и Марии Валуа, внучки и наследницы короля Роберта I, и её второго супруга Андрея Венгерского, устройству помолвки их в 1334 году, предпосылкам и обстоятельствам их брака (1343), последовавшей вслед за этим ссоре между ними, затем заговору против Андрея и его убийству (1345), новому браку Джованны с Людовиком Тарентским (1346), кризису в государстве, связанному с вторжением в него в конце 1347 года войск Людовика Венгерского, осадившего в январе 1348 года Неаполь и последовавшему бегству королевы с её новым супругом в Прованс, возвращению в мае того же года на родину короля Венгрии, оставившего командование трансильванскому воеводе Стефану I Ласковичу, и, наконец, прервавшей войну эпидемии «чёрной смерти» (1348).
Вторая часть, написанная в начале 1351 года, в основном посвящена описанию событий в городах и провинции Апулии 1348—1350 годов, в которых активное участие, как один из видных сторонников провенгерской партии, принимал сам Доменико, а также новой неудачной военной экспедиции Людовика Великого, в апреле 1350-го пришедшего с новой армией, на время захватившего даже Неаполь, но в сентябре того же года из-за развернувшегося против него сопротивления местных баронов вынужденного отступить. В частности, сообщается о политических волнениях и борьбе неаполитанской и провенгерской группировок в Гравине, закончившейся сменой власти и захватом её 9 февраля 1349 года воеводой Стефаном, оставившего там своего капитана Никола ди Анджело, последовавших за этим действиях сторонников Джованны во главе с Роберто ди Сансеверино, направленных на возвращение города, тщетных попытках Доменико организовать оборону последнего, закончившихся бегством его 28 апреля в венгерский лагерь в Корато, и, наконец, дальнейшем его участии в военных экспедициях против Гравины, Корато, Соммы-Везувианы и др. городов.
Обстоятельное сочинение да Гравина, довольно внимательного к фактам и хронологии, не лишено традиционных для итальянской историографии его эпохи литературных штампов и риторических оборотов. «О, как несчастно, — пишет он, — это королевство, которое окончательно перешло под власть женщин и детей! И сколько придется пережить каждому его жителю... Впоследствии я стал свидетелем печального конца осужденных за недостойные поступки многих магнатов, принцев и баронов, благородных и знатных обоего пола, опустошения городов, замков, провинций и обнищания деревень...»
Наделив Джованну I едва ли не инфернальными чертами, да Гравина, по сути, заложил основы для формирования её негативного образа в итальянской исторической и литературной традиции, открытой жизнеописанием в трактате Дж. Бокаччо «О знаменитых женщинах» (1361). Красочно описывая развращённость ненавистной ему королевы Неаполя, двор которой уподобляется им публичному дому, хронист отказывается даже признавать королевский титул за её новым мужем Людовиком Тарентским, упорно называя его «сеньором Неаполя», с нескрываемым удовлетворением описывая его бегство с супругой в Прованс и череду поражений в войне с Лайошем Венгерским.
Подробные рассказы любознательного провинциала да Гравина о неаполитанских придворных интригах, заговорах и убийствах, прежде всего трагической гибели злосчастного Андрея Венгерского, ставшие впоследствии основанием для творческой фантазии различных писателей, не всегда следует безоговорочно принимать на веру, а его повествование несомненно нуждается в сопоставлении с данными других источников, в первую очередь флорентийской «Новой хроники» Джованни Виллани (ум. 1348), продолженной его братом Маттео, аквиланской рифмованной хроникой Буччо ди Раналло (ум. 1363) и феррарской анонимной «Хроники дома Эсте» (лат. Chronicon Estense).
Будучи не только очевидцем, но и активным участником многих из описанных в хронике событий, Доменико из Гравины, несомненно, оставил потомкам весьма ценные наблюдения, однако приверженность его провенгерской партии, очевидное чувство личной обиды и неявно выраженный местнический сепаратизм заставляют несколько критически воспринимать его свидетельства о трагической для Неаполитанского королевства эпохе 1340—1350-х годов.

## Рукописи и издания
Хроника да Гравина дошла до нас в единственной бумажной рукописи XIV века, находящейся в собрании Австрийской национальной библиотеки (Вена), которую исследователи считают автографической.
Впервые она была опубликована в 1728 году в Милане церковным историком Лудовико Антонио Муратори в 12 томе издания «Историописатели Италии» (лат. Rerum Italicarum scriptores). Без существенных изменений её в 1781 году переиздал в Неаполе А. А. Пелличча в «Собрании различных летописей, дневников и других сочинений, относящихся к истории Неаполитанского королевства». В 1890 году там же вышло переиздание Эрнесто Анфосси, вместе с переводом её текста на итальянский язык. В 1903—1909 годах хронику выпустил в Читта-ди-Кастелло историк Альбано Сорбелли, заново отредактировав для XII тома свода «Rerum Italicarum scriptores».
2 декабря 2011 года в конференц-зале Национального парка «Альта Мурджиа» в Гравина-ин-Пулья был обнародован 24-месячный проект подготовки нового критического издания латинского текста и итальянского перевода «Хроники событий, относящихся к Апулии» да Гравина, при поддержке местной администрации и Ассоциации научного центра норманно-германских исследований университета Бари. Участники конференции отметили непреходящее значение хроники как источника по исторической географии и истории архитектуры региона, незаменимого, в частности, для разработки исторических маршрутов в рамках культурно-туристических программ.

## Публикации
- Dominichi de Gravina. Chronicon de rebus in Apulia gestis ab anno MCCCXXXIII usque ad annum MCCCL // Rerum Italicarum Scriptores. Raccolta di fonti, ideata da Ludovico Antonio Muratori. — Tomus XII. — Mediolani: Typographia Societatis Palatinae in Regia Curia, 1728. — coll. 545–722.
- Dominici de Gravina Chronicon de Rebus in Apulia gestis: praemittitur praefatio Ludovici Antonio Muratore. — Napoli: Ernesto Anfossi, 1890. — xii, 292 p. — (Collection Rerum Italicarum Scriptores).
- Dominici de Gravina notarii, Chronicon de rebus in Apulia gestis, a cura di Albano Sorbelli. — Città di Castello: Tipi dell'Editore S. Lapi, 1903. — xxxii, 240 p. — (Collection Rerum Italicarum Scriptores, XII, 3).
- Chronicon de rebus in Apulia Gestis di notar Domenico da Gravina, édition de Maria Giovanna Montrone. — Matera: Giuseppe Barile, 2008. — xlix, 448 p. — ISBN 978-8885425613. — (Colección Mandrágora, 3).
- Domenico da Gravina. Chronicon De Rebus In Apulia Gestis, a cura di Albano Sorbelli. — Charleston: Nabu Press, 2012. — 294 p. — ISBN 978-1273781247.